# Huella (película de 1940)
Huella es una película argentina del género de drama filmada en blanco y negro dirigida por Luis José Moglia Barth sobre guion de Hugo Mac Dougall y Homero Manzi basado en un fragmento de Facundo, de Domingo Faustino Sarmiento, que se estrenó el 24 de enero de 1940 y que tuvo como principales intérpretes a Enrique Muiño, Fernando Ochoa, Malisa Zini y Ada Cornaro. 

## Sinopsis
Una caravana de carretas se dirige en 1840 desde Buenos Aires a Córdoba conduciendo mercaderías, municiones y presos, con el trasfondo de las luchas entre unitarios y federales.

## Producción
El filme se rodó entre el 31 de octubre de 1939 y los primeros días de 1940. Cuando el guion requería una ambientación rural, la filmación se realizó en Campo de Mayo. La filmación fue veloz, incluso a pesar de que debió ser suspendida por lluvia varias veces y en una oportunidad por un leve accidente que tuvo Malisa Zini al intentar saltar un charco el 10 de diciembre de 1939. El personaje principal, Mariano Funes, estaba inspirado en el Facundo de Sarmiento. En razón del escaso presupuesto el director no pudo hacer planos generales de las carretas o conjuntos de ellas porque no tenían quien hiciera maquetas y la mayor parte de las carretas estaban construidas por sectores que cabían en el ángulo de toma y nada más.

## Críticas
Raúl Manrupe y María Alejandra Portela de la película: “épica gauchesca del mejor nivel donde no sobra ninguna palabra sin ningún exceso. Injustamente olvidada al mencionar los hitos del género”. y en su momento el crítico Ulyses Petit de Murat escribió en Sombras y Sonidos: “Recio drama muy bien realizado (…) Moglia Barth lo desarrolló adecuadamente (…) los diálogos tan ponderados y concisos, las situaciones están resueltas con dignidad, el ambiente convence”. El director opinó del filme en Reportaje al Cine Argentino: “Social e históricamente Huella para mí es una película con apoyo en las referencias históricas que tiene, pero sin propósito de reivindicaciones sociales en absoluto”.
Para Domingo Di Núbila “las interesantes posibilidades de la historia quedaron en el papel. Le faltó al filme el acento épico exigido por la naturaleza de la narración. Su desarrollo lento fue exactamente lo contrario del dinamismo indispensable en su género. Los caracteres asomaron descoloridos. Debe reconocérsele la intención de salir de lo común y de situarse en la línea de Viento Norte, es decir, de buscar en la aventura histórica una fuente de inspiración rica en detalles evocativos, valores humanos y hechos cinematográficos” y por su parte Claudio España opinó que “le faltó a Moglia Barth la convicción expresiva de Soffici en Viento Norte, pero los personajes de Huella manifestaban calidez y describían una etapa de nuestra historia que el cine argentino no aprovechó como los norteamericanos en el western”.

## Reparto
- Enrique Muiño…Mariano Funes
- Fernando Ochoa
- Malisa Zini …Merceditas Ruiz
- Daniel Belluscio …Goyo
- Emilio Gola
- Ada Cornaro
- José Otal
- Orestes Caviglia…Nazareno Miranda
- Pablo Cumo
- Percival Murray
- Héctor Méndez
- Eduardo Otero
- Froilán Varela